# 오라퍼티 모형
오라퍼티 모형(영어: O'Raifeartaigh Model, OR)은 초대칭을 F항으로 깨는 모형의 하나다.

## 역사
아일랜드의 물리학자 로흘런 오라퍼티(Lochlainn Ó Raifeartaigh)가 1975년에 도입하였다.

## 정의
세개의 왼손 손지기 초장 {\displaystyle \phi _{1}}, {\displaystyle \phi _{2}}, {\displaystyle \phi _{3}}이 있다고 하자. 오라퍼티 모형은 다음과 같은 초퍼텐셜로 정의한다.
{\displaystyle W=-a\phi _{1}+m\phi _{2}\phi _{3}+{\frac {1}{2}}y\phi _{1}\phi _{3}^{2}}
이렇게 적으면, 그 퍼텐셜은 다음과 같다.
{\displaystyle V=\left|a-{\frac {1}{2}}y\phi _{3}^{2}\right|^{2}+\left|m\phi _{3}\right|^{2}+\left|m\phi _{2}+y\phi _{1}\phi _{3}\right|^{2}}
따라서 항상 {\displaystyle V>0}임을 알 수 있다. 진공이 양의 에너지를 가지므로, 초대칭은 깨진다.

## 같이 보기
- 초대칭 파괴
- 페예-일리오풀로스 모형

## 참고 문헌
- L. O'Raifeartaigh (1975), Nucl. Phys. B 96:331.